# 桜井村 (埼玉県南埼玉郡)
桜井村（さくらいむら）は埼玉県の南東部、南埼玉郡に属していた村。

## 地理
- 河川：古利根川、新方川

## 歴史
- 1889年（明治22年）4月1日 町村制施行により、上間久里村、下間久里村、大里村、大泊村、平方村が合併し南埼玉郡桜井村が成立する。
- 1954年（昭和29年）11月3日 南埼玉郡越ヶ谷町、大沢町、新方村、大袋村、荻島村、出羽村、蒲生村、大相模村、増林村と合併し越谷町となる。
- 1955年（昭和30年）11月3日 草加町の一部が越谷町へ編入する。
- 1958年（昭和33年）11月3日 越谷町が市制施行し越谷市となる。